# 2007 год в киберспорте

## Турниры
Ниже приведён список международных и национальных турниров, прошедших в 2007 году, ход и результаты которых удостоились освещения со стороны профессиональных сайтов и изданий.

### Январь
| Турнир                      | Место проведения       | Дата проведения        | Дисциплины   | Призовой фонд |
| --------------------------- | ---------------------- | ---------------------- | ------------ | ------------- |
| WWW 2007 Season I           | Республика Корея, Сеул | 17 января — 14 февраля | Warcraft III |               |
| WC3L Season X Finals        | Германия, Кёльн        | 25—28 января           | Warcraft III | 20000$        |
| Battle.net Season IV Finals | Германия, Кёльн        | 27—28 января           | Warcraft III |               |

### Февраль
| Турнир                   | Место проведения | Дата проведения        | Дисциплины   | Призовой фонд |
| ------------------------ | ---------------- | ---------------------- | ------------ | ------------- |
| Race War Season II       |                  | 6—13 февраля           | Warcraft III |               |
| WC3L Season XI           |                  | 10 февраля — 26 апреля | Warcraft III |               |
| ESL Pro Series Saison XI |                  | 21 февраля — 20 ноября |              |               |

### Март
| Турнир                          | Место проведения       | Дата проведения     | Дисциплины           | Призовой фонд |
| ------------------------------- | ---------------------- | ------------------- | -------------------- | ------------- |
| Shinhan Bank OSL Masters        |                        | 3—17 марта          | StarCraft: Brood War |               |
| WWW 2007 Season II              | Республика Корея, Сеул | 7 марта — 4 апреля  | Warcraft III         |               |
| GameX 2007                      | Россия, Москва         | 9—11 марта          | Warcraft III         |               |
| Samsung Euro Championship 2007  | Германия, Ганновер     | 15—17 марта         | Warcraft III         |               |
| Extreme Masters Season 1 Finals | Германия, Ганновер     | 15—18 марта         | Warcraft III         |               |
| NGL ONE Season 2 Finals         | Германия, Берлин       | 30 марта — 1 апреля | Warcraft III         |               |

### Апрель
| Турнир           | Место проведения | Дата проведения     | Дисциплины   | Призовой фонд |
| ---------------- | ---------------- | ------------------- | ------------ | ------------- |
| NGL ONE Season 3 |                  | 14 апреля — 21 июля | Warcraft III |               |

### Май
| Турнир                               | Место проведения       | Дата проведения  | Дисциплины                         | Призовой фонд |
| ------------------------------------ | ---------------------- | ---------------- | ---------------------------------- | ------------- |
| WSVG China Stop                      | Китай, Ухань           | 1—3 мая          | Warcraft III                       |               |
| WWW 2007 Season III                  | Республика Корея, Сеул | 2—30 мая         | Warcraft III                       |               |
| GomTV MSL Season 2                   |                        | 3 мая — 14 июля  | StarCraft: Brood War               |               |
| Daum OSL 2007                        |                        | 11 мая — 21 июля | StarCraft: Brood War               |               |
| Blizzard Worldwide Invitational 2007 | Республика Корея, Сеул | 19—20 мая        | StarCraft: Brood War, Warcraft III |               |
| BlizzCon 2007 Asian qualifier        | Республика Корея, Сеул | 19—20 мая        | Warcraft III                       | 2250$         |

### Июнь
| Турнир                                 | Место проведения  | Дата проведения | Дисциплины   | Призовой фонд |
| -------------------------------------- | ----------------- | --------------- | ------------ | ------------- |
| BlizzCon 2007 North American qualifier | США, Сан-Диего    | 2—3 июня        | Warcraft III | 2250$         |
| Dreamhack Summer 2007                  | Швеция, Йёнчёпинг | 16—19 июня      | Warcraft III |               |
| BlizzCon 2007 European qualifier       | Германия, Гамбург | 22—24 июня      | Warcraft III | 2250$         |
| WC3L Season XI Finals                  | Германия, Гамбург | 22—24 июня      | Warcraft III | 20000$        |
| Intel Racing Tour                      | Германия, Киль    | 24 июня         |              |               |

### Июль
| Турнир                     | Место проведения       | Дата проведения | Дисциплины                   | Призовой фонд |
| -------------------------- | ---------------------- | --------------- | ---------------------------- | ------------- |
| ESWC 2007 Grand Final      | Франция, Париж         | 5—9 июля        | Counter-Strike, Warcraft III | 170000$       |
| PGL Season I               | Китай, Пекин           | 17—26 июля      |                              |               |
| GameGune 2007              | Испания, Бильбао       | 20—22 июля      | Warcraft III                 |               |
| WWW 2007 Summer Grand Prix | Республика Корея, Сеул | 28—29 июля      | Warcraft III                 |               |

### Август
| Турнир                   | Место проведения       | Дата проведения        | Дисциплины                         | Призовой фонд |
| ------------------------ | ---------------------- | ---------------------- | ---------------------------------- | ------------- |
| BlizzCon 2007            | США, Анахайм           | 3—4 августа            | Warcraft III, StarCraft: Brood War |               |
| e-Stars 2007             | Республика Корея, Сеул | 9—11 августа           | Warcraft III                       |               |
| IEF 2007                 |                        | 9—12 августа           | Warcraft III                       | 20000$        |
| ESL Pro Series Season XI |                        | 20 августа — 2 декабря | Counter-Strike, Warcraft III, FIFA | 165$          |
| NGL ONE Season 3 Finals  | Германия, Лейпциг      | 23—26 августа          | Warcraft III                       |               |

### Сентябрь
| Турнир                              | Место проведения    | Дата проведения          | Дисциплины                   | Призовой фонд |
| ----------------------------------- | ------------------- | ------------------------ | ---------------------------- | ------------- |
| WonderBase 2007                     | Швеция, Бурос       | 1—2 сентября             |                              | 1337$         |
| NGL ONE Season 4                    |                     | 3 сентября — 21 января   | Counter-Strike, Warcraft III |               |
| ClanBase EuroCup XV Finals          | Нидерланды, Энсхеде | 8—9 сентября             | Counter-Strike               | 20$           |
| Digital Life 2007 Am                | Китай, Чэнду        | 8—9 сентября             | Warcraft III                 |               |
| GomTV MSL Season 3                  |                     | 13 сентября — 17 ноября  | StarCraft: Brood War         |               |
| Intel Challenge Cup 2007            | Россия, Москва      | 14—16 сентября           | Counter-Strike               |               |
| China versus Korea Series Season II |                     | 14—23 сентября           | Warcraft III                 | 4733$         |
| Digital Life 2007 Pro               | США, Нью-Йорк       | 27—30 сентября           | Warcraft III                 | 12500$        |
| EVER OSL 2007                       |                     | 28 сентября — 22 декабря | StarCraft: Brood War         |               |

### Октябрь
| Турнир                               | Место проведения          | Дата проведения         | Дисциплины                                               | Призовой фонд |
| ------------------------------------ | ------------------------- | ----------------------- | -------------------------------------------------------- | ------------- |
| World Cyber Games 2007               | США, Сиэтл                | 3—7 октября             | Counter-Strike, Warcraft III, FIFA, StarCraft: Brood War |               |
| Afreeca Warcraft III League Season 1 |                           | 14 октября — 8 декабря  | Warcraft III                                             |               |
| Extreme Masters L.A.                 | США, Лос-Анджелес         | 18—21 октября           | Counter-Strike, Warcraft III                             |               |
| WSVG LA                              | США, Лос-Анджелес         | 18—21 октября           |                                                          |               |
| SLAP LIVE #13                        | Дания, Копенгаген         | 18—21 октября           |                                                          |               |
| IEST 2007                            | Китай, Пекин              | 18—21 октября           | Warcraft III                                             | 37250$        |
| KODE5 UK Qualifier                   | Великобритания, Бирмингем | 20—21 октября           |                                                          |               |
| diGitalsace                          | Франция, Кольмар          | 27—28 октября           |                                                          |               |
| KODE5 NL Qualifier                   | Нидерланды, Энсхеде       | 27—28 октября           | Counter-Strike                                           |               |
| GG Game Asia DotA Championship 2007  |                           | 29 октября — 23 февраля | DotA                                                     |               |
| Extreme Masters Swedish Qualifier    |                           | 31 октября              | Counter-Strike                                           |               |

### Ноябрь
| Турнир                                         | Место проведения        | Дата проведения        | Дисциплины                                            | Призовой фонд |
| ---------------------------------------------- | ----------------------- | ---------------------- | ----------------------------------------------------- | ------------- |
| HTGL DotA EU 5v5 Pro                           |                         | 1 ноября — 15 января   | DotA                                                  |               |
| Make Games Colorful 2007                       |                         | 3 ноября               | Warcraft III                                          |               |
| Extreme Masters Season 2 QR1                   |                         | 7 ноября               | Warcraft III, Counter-Strike                          |               |
| i-Series 32                                    | Великобритания, Ньюбери | 9—11 ноября            |                                                       |               |
| Season VIII Pick League Division 1             |                         | 11 ноября — 22 февраля | DotA                                                  |               |
| Extreme Masters Season 2 QR2                   |                         | 16 ноября              | Warcraft III, Counter-Strike                          |               |
| KODE5 DK Qualifier                             | Дания, Копенгаген       | 16—18 ноября           |                                                       |               |
| WSVG Europe                                    | Великобритания, Лондон  | 16—18 ноября           |                                                       |               |
| WC3L Season XII Finals                         | Германия, Кёльн         | 17—18 ноября           | Warcraft III                                          | 20000$        |
| WC3L Season XII                                | Германия, Кёльн         | 17—18 ноября           | Warcraft III                                          | 20000$        |
| Extreme Masters Season 2 Last Chance Qualifier |                         | 20 ноября              | Warcraft III                                          |               |
| Extreme Masters Season 2 Main Round            |                         | 22 ноября — 8 февраля  | Warcraft III, Counter-Strike                          |               |
| WC3L Season XIII Qualification                 |                         | 28 ноября — 5 января   | Warcraft III                                          |               |
| Dreamhack Winter 2007                          | Швеция, Йёнчёпинг       | 29 ноября — 2 декабря  | World of Warcraft, Counter-Strike, Warcraft III, DotA |               |
| ESL Pro Series Season XI Finals                | Германия, Кёльн         | 30 ноября — 2 декабря  | Counter-Strike, Warcraft III, FIFA                    | 170000$       |

### Декабрь
| Турнир                               | Место проведения   | Дата проведения        | Дисциплины                   | Призовой фонд |
| ------------------------------------ | ------------------ | ---------------------- | ---------------------------- | ------------- |
| ESL Major Series                     |                    | 4 декабря — 15 марта   | DotA                         | 1500$         |
| Crossfire CoD4 QCUP                  |                    | 5—23 декабря           | Call of Duty                 | 1600$         |
| MYM Prime Defending 8                |                    | 5—20 декабря           | DotA                         |               |
| KODE5 2008 Germany Finals            | Германия, Дортмунд | 7—9 декабря            | Counter-Strike, Warcraft III |               |
| CGS World Finals 2007                | США, Лос-Анджелес  | 8 декабря              | World of Warcraft            |               |
| ESL Pro Series Alps Season V         | Австрия, Вена      | 9 декабря              | FIFA                         |               |
| ESL King of the Hill #29             |                    | 10 декабря             | Warcraft III                 |               |
| a-Losers FIFA 2008 Cup               |                    | 11 декабря — 20 января | FIFA                         |               |
| CEG Changchun Tour                   | Китай, Чанчунь     | 14—16 декабря          | Warcraft III                 | 2700$         |
| Fragbet QCUP Final                   |                    | 15—16 декабря          | Warcraft III, FIFA           |               |
| World Cyber Games Cup #1             |                    | 15 декабря             | Warcraft III                 |               |
| CPL Winter 2007                      | США, Даллас        | 18—22 декабря          | Counter-Strike               |               |
| Afreeca Warcraft III League Season 2 |                    | 18 декабря — 1 февраля | Warcraft III                 |               |
| IEF Masters                          | Китай, Ухань       | 28—30 декабря          | Warcraft III                 |               |

## Победители крупнейших соревнований
Победителями наиболее значительных киберспортивных соревнований в 2007 году, в число которых входят регулярно проводимые крупные турниры, собирающие лучших игроков в различных дисциплинах, а также турниры с крупным призовым фондом (более 10 000$ за первое место), стали следующие игроки и команды.

### Counter-Strike
- Virtus.Pro — Intel Challenge Cup 2007 (22000$)
- SK Gaming female — ESWC 2007 Grand Final (15000$)
- fnatic — Extreme Masters L.A. (25000$)
- emuLate — World Cyber Games 2007 (55000$)

### StarCraft: Brood War
- Бён Гу «Stork» Сон — World Cyber Games 2007 (15000$)
- Юн Ёль «NaDa» Ли — Shinhan Bank OSL Masters (25000$)
- Сонгён «Mind» Пак — GomTV MSL Season 3 (54500$)
- Чунъён «GGPlay» Ким — Daum OSL 2007 (43720$)
- Тхэк Ён «Bisu» Ким — GomTV MSL Season 2 (54550$)

### Warcraft III

#### Команды
- Four Kings — WC3L Season X Finals (12910$)
- World Elite — WC3L Season XI Finals (10100$)
- SK Gaming — WC3L Season XII Finals (11000$)

#### Игроки
- Йоан «ToD» Мерло — Extreme Masters Season 1 Finals (20000$)
- Сунсик «ReminD» Ким — e-Stars 2007 (20000$)
- Чан Джэ «Moon» Хо — Digital Life 2007 Am (10600$), WWW 2007 Summer Grand Prix (20000$), GameX 2007 (38000$), IEST 2007 (21290$)
- Чун «Lyn» Пак — Extreme Masters L.A. (12000$)
- Олаф «Creolophus» Ундхейм — World Cyber Games 2007 (20000$)